# Toshima (Tokaraöarna)

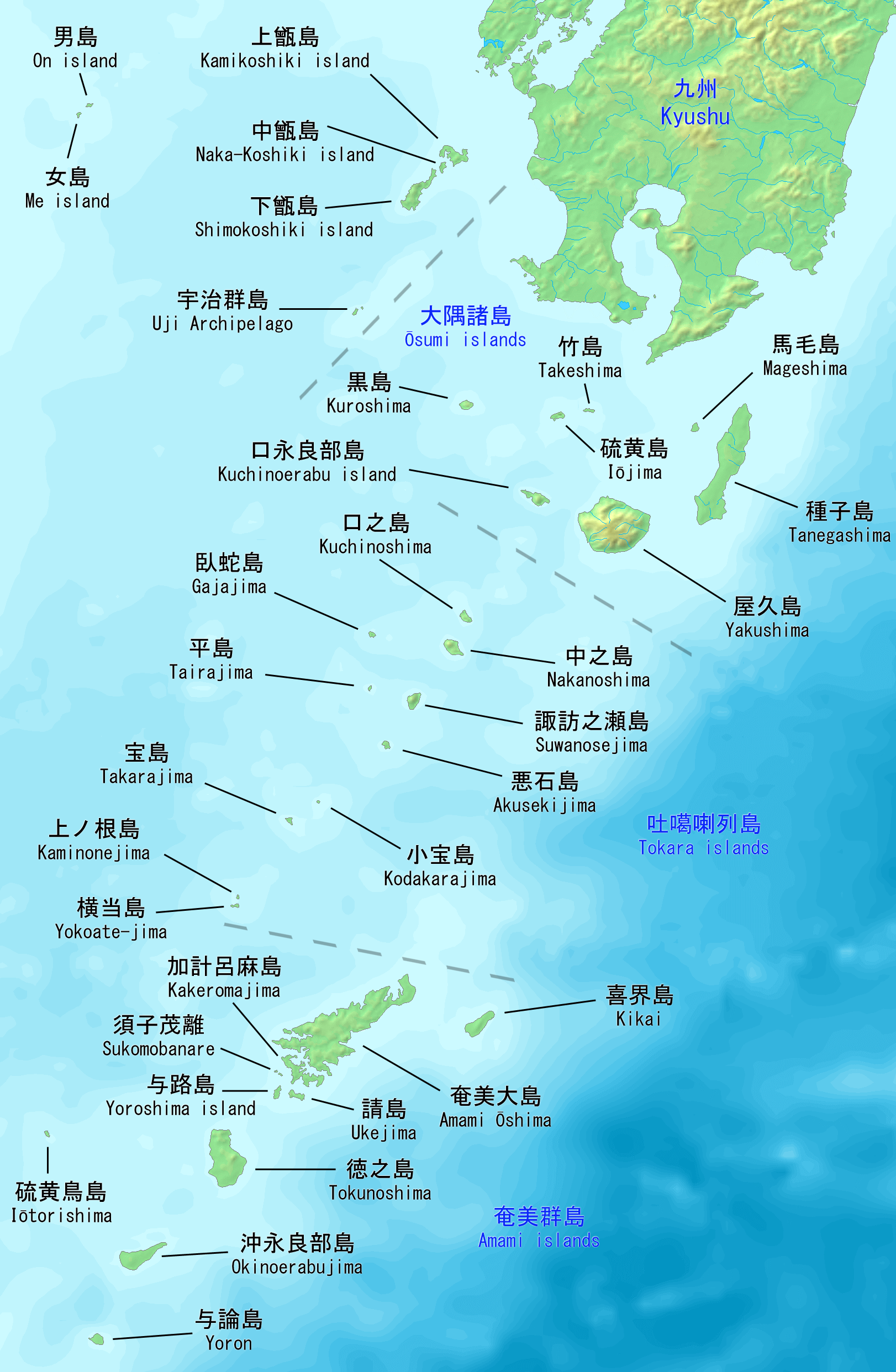
Lägeskarta

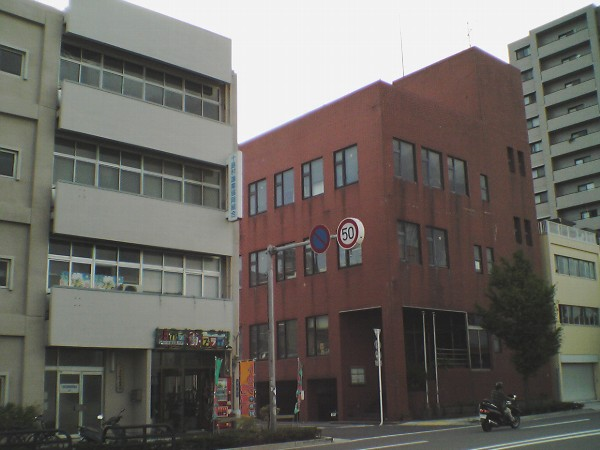
Toshimas förvaltningsbyggnad i Kagoshima

Toshima (japanska ( 十島村 Toshima-mura?) är en kommun i Kagoshima prefekturen i södra Japan.

## Geografi
Toshima är huvudort på ön Nakano-shima bland Tokaraöarna. 
Den egentliga orten har ca 200 invånare medan kommunens förvaltningsområde har ca 750 invånare och täcker en yta av ca 101 km². Hamnen har regelbundna färjeförbindelser med Kagoshima på fastlandet där även själva förvaltningen ligger.
Toshima betyder "10 öar" syftade från början på de 7 södra öarna Kuchino-shima ( 口之島 ), Nakano-shima ( 中之島 ), Taira-jima ( 平島 ), Suwanose-jima ( 諏訪之瀬島 ), Akuseki-jima (悪石島), Kotakara-jima (小宝島) och Takara-jima (宝島) bland Tokaraöarna samt Kuro-shima (黒島), Io-shima (硫黄島), (även Iou-jima) och Take-shima (竹島) bland Osumiöarna.
Toshima-muras förvaltningsområde omfattar numera de första 7 öarna medan de tre sista öarna ingår i Mishima-mura.

## Historia
Staden är en del av den gamla staden Jitto. Jitto och öarna utgjorde fram till 1609 en del i det oberoende kungadöme, Kungariket Ryukyu.
1609 invaderades Ryūkyūriket av den japanska Shimazuklanen under den dåvarande Daimyo som då kontrollerade området i södra Japan. Området införlivades sedan i Shimazuriket.
1879 under Meijirestaurationen införlivades riket i Japan, och öarna blev först del i länet Satsuma provinsen och 1897 del i Osumi provinsen.
1908 återskapades Jitto som kommun.
Under Andra världskriget ockuperades området våren 1945 av USA som sedan förvaltade de södra 7 öarna fram till 1953 då de återlämnades till Japan. De övriga tre öarna bildade då kommunen  "Mishima". Efter återlämnandet delades Jitto i nuvarande Toshima-mura och Mishima-mura.
1973 införlivades området i Kagoshima-distriktet som del i Kagoshimaprefekturen.